# Kamen Rider Saber
Kamen Rider Saber (仮面ライダーセイバー（聖刃） Kamen Raidā Seibā) là một bộ phim truyền hình tokusatsu của Nhật Bản trong Kamen Rider Series của Toei. Đây là bộ phim thứ hai ra mắt trong thời kỳ Lệnh Hòa và là phần thứ 31 của loạt phim Kamen Rider. Bộ phim bắt đầu phát sóng từ  ngày 6 tháng 9 năm 2020 vào khung giờ từ 9 giờ đến 9 giờ 30 sáng theo giờ Nhật Bản song song với Mashin Sentai Kiramager và Kikai Sentai Zenkaiger trong Super Hero Time sau khi Kamen Rider Zero-One kết thúc. Chủ đề của phim là kiếm và sách. Bộ phim kết thúc vào ngày 22 tháng 8 năm 2021 với 47 tập. Tại Việt Nam, bộ phim được phát sóng độc quyền trên Netflix bởi Skyline Media, MyTV & FPT Play với tên Hiệp Sĩ Mặt Nạ: Thánh Kiếm.

## Nội dung
Thuở ngàn xưa có một cuốn sách quản lý mọi sự vật hiện tượng xảy ra trên Trái đất này. Những trang sách khắc đầy những truyền thuyết, cổ tích, sinh vật, khoa học và công nghệ. Khi nhân loại tiến hoá và nền văn minh phát triển, những trang sách được cập nhật liên tục.
Bảo vệ cuốn sách ấy là các “Thánh Kiếm” và những “Kiếm sĩ được chọn”. Họ duy trì trạng thái cân bằng của thế giới. Tuy nhiên hàng ngàn năm trước, những kẻ muốn đánh cắp cuốn sách ấy đã xuất hiện. Một cuộc chiến dài hơi đã diễn ra, những trang sách bị xé toạc, rải rác khắp nơi trên thế giới. Cuốn sách đã biến mất.
Thời gian trôi đến hiện tại... Tiểu thuyết gia Kamiyama Touma luôn gặp một giấc mơ kỳ lạ. Trong đó, ở một không gian khác, một kiếm sĩ tranh đấu dữ dội với những quái vật trong cuốn sách, và luôn có một “cô bé bí ẩn” cầu xin giúp đỡ xuất hiện. Mỗi khi mơ thấy nó, Touma cảm thấy như mình quên một cái gì đó “quan trọng”, nhưng không biết đó là gì hay cô bé kia là ai? Giấc mơ hiện ra mà không bao giờ báo trước.
Một ngày nọ, hiện tượng bất thường xảy ra. Một phần thành phố mất tích không lời giải thích. Đột nhiên người thân, bạn bè, người yêu... biến mất ngay trước mắt nhau. Những phần thành phố mất tích xuất hiện tại một thế giới bí ẩn... “Anh là ai?”, “Đây là đâu?”, “Tôi sẽ trở về như thế nào?”... Những câu hỏi tuyệt vọng vang lên. Touma và tổng biên tập Sudo Mei vô tình vướng vào hiện tượng này. Thế giới ấy... trông y hệt như giấc mơ của Touma! Ở đó cũng có những quái nhân bí ẩn xâm lược và phá huỷ thành phố!

## Nhân vật

### TV series
| Rider                | Nhân vật                                                   |
| -------------------- | ---------------------------------------------------------- |
| Kamen Rider Saber    | Kamijou Daichi ► Kamiyama Touma                            |
| Kamen Rider Blades   | Nagamine Kenshin ► Shindou Rintarou                        |
| Kamen Rider Espada   | Shinsen Kyoichiro ► Fukamiya Kento                         |
| Kamen Rider Buster   | Kamikawa Toshikazu (manga) ► Ogami Ryou                    |
| Kamen Rider Kenzan   | Kagami Amane ► Akamichi Ren                                |
| Kamen Rider Slash    | Daishinji Tetsuo                                           |
| Kamen Rider Calibur  | Fukamiya Hayato ► Kamijou Daichi ► Fukamiya Kento ► Sophia |
| Kamen Rider Saikou   | Yuri                                                       |
| Kamen Rider Sabela   | Shindai Reika                                              |
| Kamen Rider Durendal | Shindai Ryouga                                             |
| Kamen Rider Falchion | Bahato ► Desast                                            |
| Kamen Rider Solomon  | Isaac (Master Logos)                                       |
| Kamen Rider Storious | Storious                                                   |

## Tập phim

### TV Series
Mỗi tập phim được gọi là Chương (章):
1. Đầu tiên, có Viêm Kiếm Sĩ. (はじめに、炎の剣士あり。 Hajime ni, Honō no Kenshi ari?)
2. Thủy Kiếm Sĩ, cùng con Sư tử xanh. (水の剣士、青いライオンとともに Mizu no Kenshi, aoi Raion to tomoni?)
3. Là người bố, kiêm Kiếm Sĩ (父であり、剣士。 Chichi de ari, Kenshi.?)
4. Tôi đã mở quyển sách, vì thế. (本を開いた、それゆえに。 Hon o hiraita, sore yue ni.?)
5. Về bạn của tôi, Lôi Kiếm Sĩ. (我が友、雷の剣士につき。 Waga tomo, Kaminari no Kenshi ni tsuki.?)
6. Tựa như cuồng phong, xuất hiện. (疾風の如く、見参。 Hayate no gotoku, kenzan.?)
7. Kiếm của Vua, nằm ở Avalon. (王の剣、アヴァロンにあり。 Ō no Ken, Avaron ni ari.?)
8. Thứ bị phong ấn, là Arthur. (封印されしは、アーサー。 Fūin-sareshi wa, Āsā.?)
9. Chồng lấp, Kiếm sĩ Âm sắc. (重なり合う、剣士の音色。 Kasanariau, Kenshi no Neiro.?)
10. Kiếm giao hoà, cảm xúc giao thoa. (交わる剣と、交差する想い。 Majiwaru Ken to, kōsa-suru omoi?)
11. Sấm chớp nhiễu loạn, mây đen lan toả. (乱れる雷、 広がる暗雲。 Midareru kaminari, hirogaru an'un?)
12. Lời hứa, ở nơi đó. (約束の、あの場所で。 Yakusoku no, ano basho de?)
13. Tôi sẽ, kiên định với suy nghĩ, của tôi. (俺は、俺の、思いを貫く。 Ore wa, ore no, omoi wo tsuranuku.?)
14. Suy nghĩ này, mang tới Kiếm. (この思い、剣に宿して。 Kono omoi, Ken ni yadoshite.?)
15. Vượt qua sự sẵn sàng, và hơn thế nữa. (覚悟を超えた、その先に。 Kakugo o koeta, sono saki ni.?)
16. Giải cứu thế giới, một tia sáng. (世界を救う、一筋の光。 Sekai o sukuu, hitosuji no hikari.?)
17. Sứ giả cổ đại, là ánh sáng hay bóng tối. (古の使者は、光か影か。 Inishie no shisha wa, hikari ka kage ka.?)
18. Nỗi ám ảnh của ngọn lửa, đánh bại Megid. (炎の執念、メギドを討つ。 Honō no shūnen, Megido o utsu.?)
19. Viêm và Quang, Kiếm và Kiếm. (炎と光、剣と剣。 Honō to Hikari, Ken to Ken.?)
20. Phá huỷ thành trì, ý chí của Kiếm. (牙城を崩す、剣の意志。 Gajō o kuzusu, Ken no ishi.?)
21. Toả sáng tối cao, full color. (最高に輝け、全身全色（フルカラー）。 Saikō ni kagayake, furu karā.?)
22. Dù cho thế, vẫn muốn cứu người. (それでも、人を救いたい。 Soredemo, hito o sukuitai.?)
23. Thịnh nộ, bàn tay tàn phá. (荒れ狂う、破滅の手。 Arekuruu, hametsu no te.?)
24. Lưng của bố, tương lai đã gánh vác. (父の背中、背負った未来。 Chichi no senaka, shotta mirai.?)
25. Ẩn trong khói, thích khách màu đỏ thẫm, (煙をまといし 、真紅の刺客。 Kemuri o matoishi, shinku no shikaku.?)
26. Bóng tối sâu thẳm, cùng với Kiếm. (深き闇、剣と共に。 Fukaki yami, Ken to tomoni.?)
27. Nỗi buồn, hãy biến nó thành nụ cười. (哀しみを、 笑顔に変えて。 Kanashimi o, egao ni kaete.?)
28. Quá khứ được ghi lại, tương lai được vẽ nên. (記す過去 、描く未来。 Shirusu kako, kaku kirai.?)
29. Khi đó, Kiếm Sĩ đã hành động. (その時、剣士が動いた。 Sono toki, Kenshi ga ugoita.?)
30. Mối liên kết, dù bị cắt đứt. (絆、切り裂かれても。 Kizuna, kirisakarete mo.?)
31. Sự mạnh mẽ đáng tin tưởng , sự mạnh mẽ được tin tưởng. (信じる強さ、信じられる強さ。 Shinjiru tsuyosa, shinjirareru tsuyosa.?)
32. Cảm nghĩ của tôi, kết tinh lại. (僕の想い、結晶となりて。 Boku no omoi, kesshō to narite.?)
33. Dù vậy, tương lai là có thể thay đổi. (それでも、未来は変えられる。 Sore demo, mirai wa kaerareru.?)
34. Tỉnh giấc, Kiếm Sĩ bất tử. (目を覚ます、不死の剣士。 Me wo samasu, fushi no Kenshi.?)
35. Và rồi ta, trở thành thần. (そして私は 、神になる。 Soshite watashi wa, kami ni naru.?)
36. Được mở ra, sức mạnh toàn tri toàn năng. (開かれる、全知全能の力。 Akareru, zenchi zen'nō no chikara.?)
37. Kẻ thay đổi tương lai, là ai đó. (未来を変えるのは、誰だ。 Mirai o kaeru no wa, dare da.?)
38. Trói buộc Thánh Kiếm,  Kiếm của ngân hà. (聖剣を束ねる、銀河の剣。 Seiken o tabaneru, ginga no Ken.?)
39. Hỡi Kiếm Sĩ, hãy đi trên con đường mà bạn tin tưởng. (剣士よ、信じる道を行け。 Kenshi yo, shinjiru michi o ike.?)
40. Tình bạn toả sáng, tam Kiếm Sĩ. (輝く友情、三剣士。 Kagayaku yūjō, san Kenshi.?)
41. Hai nghìn năm, điều ước đã được viết. (二千年、綴られた願い。 Nisen-nen, tsuzurareta negai.?)
42. Mở đầu, cái kết tươi đẹp. (はじまる、美しい終り。 Hajimaru, utsukushii qwari.?)
43. Xung đột, giá trị sẽ tồn tại. (激突、存在する価値。 Gekitotsu, sonzai-suru kachi.?)
44. Mở ra, trang cuối cùng. (開く、最後のページ。 Hiraku, saigo no pēji.?)
45. Thập Kiếm sĩ, đặt cược thế giới. (十剣士、世界を賭けて。 Jū Kenshi, sekai o kakete.?)
46. Tạm biệt, anh hùng của tôi. (さようなら、私の英雄。, Sayōnara, Watashi no Eiyū.?)
47. FINAL: Thế Giới kết thúc, câu chuyện được sinh ra. (終わる世界、生まれる物語, Owaru sekai, umareru monogatari?)

#### Chương đặc biệt
- Giới Tặc đã đến, thế giới giao nhau. (界賊来たりて、交わる世界。 Kaizoku kitarite, majiwaru sekai.?): phát sóng vào giữa tập 43 và 44, với sự xuất hiện của Zocks Goldtsuika/Twokaizer từ Kikai Sentai Zenkaiger. Tập này có liên quan đến sự kiện phim crossover Superhero Senki.
- Một trang mới mở ra. (新たなページが、開くとき、 Aratana Pēji ga, Hiraku Toki.?): phát sóng sau tập 47 , với sự xuất hiện của Kamen Tider Revi/Igarashi Ikki và ác ma bên trong con người Kamen Rider Vice từ Kamen Rider Revice. Tập này debut rider thứ 3 trong thời kỳ lệnh hoà mang motif khủng long và con dấu.

## Diễn viên
- Kamiyama Touma (神山 飛羽真?): Naitō Shūichirō (内藤 秀一郎?)
- Shindō Rintarō (新堂 倫太郎?): Yamaguchi Takaya (山口 貴也?)
- Sudō Mei (須藤 芽依?): Kawazu Asuka (川津 明日香?)
- Fukamiya Kento (富加宮 賢人?): Aoki Ryō (青木 瞭?)
- Ogami Ryō (尾上 亮?): Ikushima Yūki (生島 勇輝?)
- Akamichi Ren (緋道 連?): Togashi Eiji (富樫 慧士?)
- Daishinji Tetsuo (大秦寺 哲雄?): Oka Hiroaki (岡 宏明?)
- Storius (ストリウス Sutoriusu?): Furuya Robin (古屋 呂敏?)
- Legiel (レジエル Rejieru?): Takano Kairu (高野 海琉?)
- Zuos (ズオス Zuosu?): Saikawa Kōji (才川 コージ?)
- Tassel (タッセル Tasseru?): TOBI (トビー Tobī?)
- Sophia (ソフィア Sofia?): Chinen Rina (知念 里奈?)